# Princípio dispositivo
O princípio dispositivo é seguido estritamente em alguns países, vedando ao juiz a possibilidade de determinar a produção de provas ex officio, tendo as partes o poder exclusivo de alegação e de levar ao processo as provas que acharem pertinentes.
No Brasil, não é permitido ao juiz proferir sentença com base em situação fática estranha à lide, mas se permite, pelo artigo 370 do Código de Processo Civil de 2015, que o juiz ordene de ofício provas necessárias à instrução do processo, além das provas apresentadas pelas partes, respeitando sempre o tratamento igualitário destas.
Em suma, o princípio quer dizer que as partes devem ter a iniciativa para levar as alegações ao processo ou indicar onde encontrá-las, bem como levar material probatório que poderá ser utilizado pelo julgador para a formação do seu convencimento e fundamentação da decisão.